# Devise des Comores
La devise des Comores est Unité, Solidarité, Développement.

## Histoire

Devise des Comores sur l'emblème de l'Union des Comores depuis 2016.

Les Comores ont eu pour devises successives :
- Unité, Solidarité, Travail (État comorien)
- Unité, Justice, Progrès (République fédérale islamique des Comores)
- Unité, Solidarité, Développement (Union des Comores)